# Teatre de cambra
El Teatre de cambra és un model teatral desenvolupat a Europa a partir del primer terç del segle xx. Seguint algunes premisses del teatre de Molière o Goldoni,a apareix com a exercici intel·lectual que es rebel·la contra el convencional del teatre tradicional i es planteja per a un públic selecte o reduït. Entre els exemples clàssics podrien citar-se les peces de August Strindberg reunides en el seu Teatre de cambra («teatre íntim»), escrites en 1907, i una de que les seves principals característiques és la «llibertat total en la manera de tractar el tema, sempre que sigui respectada la unitat de concepció i d'estil». A Espanya va generar la institució del Teatre Nacional de Cambra i Assaig, amb el seu origen en la dècada de 1970, i durant uns anys dedicat, segons Enrique Patiño, a posar en escena obres d'autors relegats o de «cert contingut ideològic avançat i sense cabuda en el teatre comercial a l'ús».
També pot referir-se a la sala, en general de reduït aforament, en la qual es fan representacions de cambra.

## Característiques
Sintetitzant algunes propostes i definicions en el camp de la crítica i les definicions enciclopèdiques, poden suggerir-se com a principals característiques del teatre de cambra:
1. Proposta general no convencional vers al teatre d'època.
2. Temàtica profunda.
3. Trama senzilla.
4. Representació vinculada a l'espectador.
5. Identificació amb el teatre íntim,d i el gènere del cafè-teatre.
6. Pot abastar el conjunt de la «dramatúrgia de cambra i assaig».
7. Continuïtat en el teatre independent.